# ヴィアチェスラフ・スヴィデルスキ
ヴィアチェスラフ・スヴィデルスキ（Vyacheslav Mykhaylovych Sviderskyi、1979年1月1日 - ）は、ウクライナの元サッカー選手。元ウクライナ代表。ポジションはディフェンダー。

## 来歴
2005年にウクライナ代表デビュー。ウクライナとして初の出場となった2006 FIFAワールドカップにも出場、ベスト8となった。2007年までに12試合に出場した。

## 代表歴

### 出場大会
- ウクライナ代表
  - 2006 FIFAワールドカップ

### 試合数
- 国際Aマッチ 12試合 0得点（2005年-2007年）[1]

| ウクライナ代表 | 国際Aマッチ | 国際Aマッチ |
| 年             | 出場        | 得点        |
| -------------- | ----------- | ----------- |
| 2005           | 2           | 0           |
| 2006           | 9           | 0           |
| 2007           | 1           | 0           |
| 通算           | 12          | 0           |